# هفتم افزوده
هفتم افزوده (انگلیسی: Augmented seventh) فاصله ای در موسیقی کلاسیک است که با افزودن نیم‌پرده کروماتیک به فاصله هفتم بزرگ به وجود می‌آید. معکوس آن دوم کاسته و فاصله مترادف، اکتاو است. هفتم افزوده در رده بندی، فاصله ای «ناشناخته» است اما چون مترادف اکتاو است، «مطبوع» شناخته می‌شود. فاصله هفتم افزوده از نت پایه، ۱۲۰۰ سنت است.

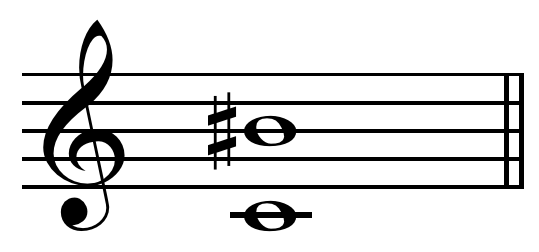
Augmented seventh on C audio|Perfect octave on C.mid| فاصله هفتم افزوده از نت دو تا سی دیز

[[پرونده:Augmented seventh on C.png|بندانگشتی|چپ|Augmented seventh on C {{audio|Perfect octave on C.mid| فاصله هفتم افزوده از نت دو تا سی دیز]]